# Arranhento-branco
Arranhento-branco (Piptadenia stipulacea) ou Jurema-branca, também chamado calumbi-branco, carcará e arranhento é uma espécie de leguminosa da família Fabaceae. Essa árvore é arbustiva e de pequeno porte, endêmica da Caatinga, amplamente distribuída na região Nordeste do Brasil. A espécie é muito próxima do jiquirizeiro, compartilhando muitas características em comum.

## Utilidades
A espécie é conhecida popularmente por arranhento-branco e utilizada em marcenaria, construção  civil, produção de estacas, lenha, carvão e medicina caseira, em tratamentos de queimaduras e  problemas de pele. A espécie possui potencial antimicrobiano, analgésico, regenerador de células, antitérmico e adstringente peitoral.